# Communauté de communes Rhin-Moder
Die Communauté de communes Rhin-Moder ist ein ehemaliger Zusammenschluss der Gemeinden Dalhunden, Sessenheim und Stattmatten im französischen Département Bas-Rhin. Die Communauté de communes besteht seit dem 28. Dezember 1995 und löste damals den Syndicat intercommunal à vocations multiples (SIVOM) de Sessenheim-Stattmatten ab. Sessenheim stellt 5 und die andern Gemeinden je 4 Delegierte.
Mit Wirkung vom 1. Januar 2014 trat der Gemeindeverband der Communauté de communes du Pays Rhénan bei.